# Szczerbakowo (obwód swierdłowski)
Szczerbakowo (ros. Щербаково) – wieś (sieło) w Rosji, w obwodzie swierdłowskim, w rejonie kamieńskim. W 2010 liczyła 58 mieszkańców.